# Haris Škoro
Haris Škoro (Vogošća, BiH, 2. rujna 1962.), bivši je nogometni reprezentativac.

## Igračka karijera

### Klupska karijera
Rodio se u Vogošći u Bosni i Hercegovini 2. rujna 1962. godine. Nogomet je započeo igrati u momčadi UNIS-a iz Vogošće, nastavio u Bosni iz Visokog, a od 1979. godine u sarajevskom Željezničaru. Za prvu momčad je debitirao 1982. godine. Igrao je u generaciji Željezničara koja je 1984. godine nesretno ispala od mađarskog FC Videotona u polufinalu Kupa Uefe. U zagrebački Dinamo stiže kao već formiran nogometaš, na vrhuncu karijere, 1987. godine i igra do 1988. godine. Za Dinamo je u različitim natjecanjima odigrao 75 utakmica i postigao 42 zgoditka. Njegov dolazak u Dinamo pripada kategoriji najzvučnijih transfera u povijesti maksimirskog kluba. Došao je na nagovor Miroslava Blaževića. U ljeto 1988. godine odlazi iz Dinama u talijanski Torino. Tamo igra do 1991. godinenakon čega odlazi u Švicarsku i igra za klubove FC Zürich i FC Baden, u kojem je u sezoni 1995./96. završio karijeru.

### Reprezentativna karijera
Za jugoslavensku reprezentaciju odigrao je od 1985. do 1989. godine 15 utakmica (9 kao nogometaš Željezničara, 4 Dinama, 2 Torina) i postigao 4 pogotka. Debitirao je u Beogradu 28. rujna 1985. godine u kvalifikacijskoj utakmici za Svjetsko prvenstvo u kojoj je DR Njemačka je pobijedila Jugoslaviju 2:1. Od dresa reprezentacije oprostio se u Londonu 13. prosinca 1989. godine u prijateljskoj utakmici s Engleskom koja je pobijedila Jugoslaviju 2:1. 
Zanimljivo je da ga je izbornik hrvatske reprezentacije Dražan Jerković pozvao u sastav za prvu povijesnu prijateljsku utakmicu hrvatske nogometne reprezentacije od uspostave neovisnosti protiv reprezentacije SAD-a 17. listopada 1990. godine u Zagrebu, ali ga unatoč njihovoj osobnoj želji da nastupi za Hrvatsku njegov tadašnji klub nije pustio jer nisu imali tu obvezu, s obzirom na to da se utakmica nije igrala u terminu predviđenom za nastupe A reprezentacija.
Danas živi u Švicarskoj.